# Rajskie (województwo podkarpackie)
Rajskie (pierwotnie Ralskie) – wieś w Polsce, położona w województwie podkarpackim, w powiecie leskim, w gminie Solina. Przez wieś przebiega droga wojewódzka nr 894
We wsi znajduje się kościół pod wezwaniem św. Rafała Kalinowskiego, który jest filią parafii świętego Maksymiliana Kolbe w Wołkowyi (dekanat Solina).
W latach 1975–1998 miejscowość administracyjnie należała do województwa krośnieńskiego.

## Historia
Przez teren wsi przebiegał szlak handlowy nad Sanem. Świadczą o tym znaleziska z epoki brązu i żelaza.
Najstarsze dokumenty o miejscowości pochodzą z 1425. W 1436 wieś była własnością Sobieńskich w dobrach Kmitów. W 1436 – Jan Goligyan w imieniu żony Małgorzaty wystąpił do sądu grodzkiego w Sanoku przeciw Mikołajowi Kmicie kasztelanowi przemyskiemu, który zajął gwałtem dobra ojczyste Małgorzaty Goligyan, przypadłe jej po bracie zm. Janie Kmicie i jego dzieciach z Bachórza, tj. zamek Sobień z wsiami doń należącymi Rajskie, Olszanica, Myczkowce, i inne. Spór ten trwał do 1441, aż gdy doszło do ugody między Małgorzatą a jej stryjem Mikołajem Kmitą z Wiśnicza, kasztelanem przemyskim. Małgorzata była wtedy żoną Mościca z Wielkiego Koźmina. Odstąpiła Mikołajowi i jego synom zamek Sobień z wsiami do niego należącymi jak Huzele, Myczkowce, Uherce.
Wieś prawa wołoskiego, położona była w drugiej połowie XV wieku w ziemi sanockiej województwa ruskiego.
W 1672, po najeździe Tatarów, we wsi Romerów ocalały tylko 4 chaty – inne napastnicy spalili, a mieszkańców uprowadzili w jasyr.
W 1773 Rajskie należało do Józefa Ossolińskiego.
W połowie XIX wieku właścicielem posiadłości tabularnej Rajskie z Łużkiem był karoł hr. Łoś.
W 1863, ks. Kuryło Czajkowski poświęcił w cerkwi, Polakom wyruszającym do Powstania styczniowego, sztandary i broń, za co był przez 6 tygodni więziony w Sanoku.
Był tu też Klasztor Zgromadzenia św. Wincentego a Paulo (Szarytek). Mieścił się w dworze ofiarowanym przez dziedziczkę wioski h. Urszulę Golejewską h. Łosiów, która założyła tu ok. 1869 kopalnię ropy.
W II Rzeczypospolitej wieś w powiecie leskim województwa lwowskiego. W latach 1944–1946 nacjonaliści ukraińscy z OUN-UPA zamordowali tutaj 21 Polaków oraz Ukraińców, którym zarzucono współpracę z Wojskiem Polski. W czerwcu 1944 napadli też na ochronkę sióstr szarytek. Pracujących tam księży i siostry zakonne od śmierci uratowała interwencja greckokatolickiego ks. Boziucha, który sprzyjał Polakom.
W 1992 na Rajskiem odbył się zlot Rainbow Family, w którym uczestniczyło ponad dwa tysiące członków i sympatyków Tęczowej Rodziny z całego świata.
Osoby pochodzące z Rajskiego:
- Ksawery Antoni Romer – syn zarządcy majątku – powstaniec styczniowy z 1863, który zginął w powstaniu w sandomierskim.